# Rose Blanc
Pour les articles homonymes, voir Blanc (homonymie).
Rose Blanc, dite Rosette Blanc, née à Elne (Pyrénées-Orientales) le 24 septembre 1919 et morte en déportation à Auschwitz (Pologne)  le 15 mars 1943 du typhus, est une militante communiste et résistante française.
Elle a été membre de l'Union des jeunes filles de France formé en 1937.

## Biographie
Rose Blanc est née à Elne dans une famille d'agriculteurs modestes, dont elle est la cinquième enfant sur huit et la deuxième fille. La famille déménage à l'ouest de Perpignan, au Soler, en 1932, où elle poursuit sa scolarité jusqu'à l'âge de quatorze ans, obtenant son certificat d'études primaires.
Venue à Paris, elle apprend la dactylographie à l'école Pigier grâce à l'aide d'un oncle. De retour dans les Pyrénées-Orientales en 1935, elle adhère à la Jeunesse communiste (JC) comme ses frères. Militante active à la JC, elle implante l'Union des jeunes filles de France dans la région et elle devient la secrétaire en 1937.
En 1940, elle entre dans l'organisation clandestine du Parti communiste et devient résistante sous le nom d'Amélie Garrigue. Au début de mars 1942, elle est prise dans les filets des brigades spéciales, subit des interrogatoires puis est livrée aux Allemands. Le 24 août 1943, elle est transférée au camp allemand du Fort de Romainville. Elle écrit à sa famille qu'une libération ne saurait intervenir en sa faveur au vu de son « dossier très chargé ».
Le 24 janvier 1943, elle est déportée par le convoi des 31000 vers Auschwitz. Elle a le matricule 31652. Rose Blanc meurt du typhus en avril 1943 à l'âge de 23 ans.

## Hommages
Une plaque commémorative est apposée au 18, rue Auguste-Chabrières, à Paris 15e, où a été arrêtée Rose Blanc. Une stèle a été érigée à sa mémoire à Elne, sa ville natale.